# Butaritari
Butaritari est un atoll des Kiribati, théâtre d'une bataille entre États-Unis et Japon en 1943.
Son nom signifie en gilbertin « parfum de mer » (au sens de désagréable).
Butaritari possède un aéroport (code AITA : BBG).
À l'extrémité nord des îles Gilbert, les atolls proches de Butaritari et de Makin sont « découverts » par Pedro Fernandes de Queirós en 1606 (qui la baptise île du Bon Voyage, Buen Viaje) mais ils ne seront redécouverts qu'au XVIIIe siècle. Ces deux atolls sont souvent appelés Makin, avec Grande-Makin pour Butaritari et Petite-Makin pour Makin proprement dite. Au XVIIIe siècle, ils sont souvent désignés comme les îles de Pitt (Pitt Islands).
Possédant un lagon intérieur (de 11 miles de large, soit 18 km) et avec trois passes vers la mer libre, la population vit dans deux îlots principaux, Butaritari et Kuma.
L'île est occupée par le Japon en 1941 et libérée lors de l'opération Galvanic (bataille de Tarawa) et plus précisément la bataille de Makin. En décembre 1943, les Américains achèvent Makin Airfield, le seul aérodrome de l'atoll.